# Movimiento Fascista de las Mujeres Rusas

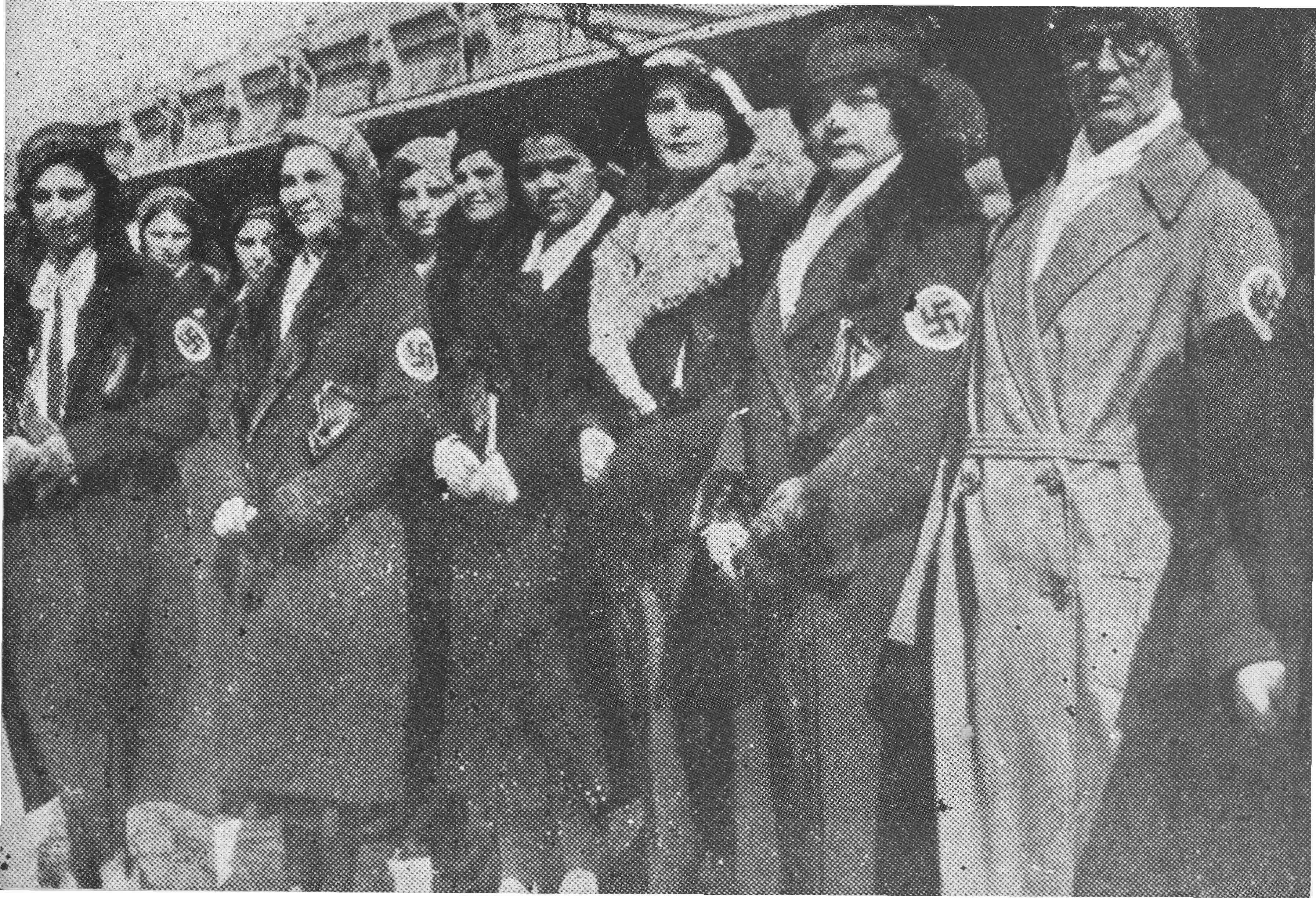
Reunión de miembros del MFMR en la estación de ferrocarril de Harbin Anastasy Vonsyatsky. 1934.

El Movimiento Fascista de las Mujeres Rusas (en ruso: Российское Женское Фашистское Движение (Rossiiskoye Zhenskoye Fashistskoye Dvizheniye)) fue el ala femenina del Partido Fascista Ruso. Fue establecido en Harbin bajo la consigna de unir a las mujeres en Rusia que creyeran en Dios y deseasen un hogar lleno de amor y un trabajo respetable. Ideológicamente, el Movimiento Fascista de las Mujeres Rusas (MFMR) se adhiere al fascismo ruso, siguiendo el eslogan común de los fascistas rusos "Dios, Nación, Trabajo". Apoyaron a la Rusia del Trabajo Nacional, que fue construida mediante el sistema corporativo del fascismo ruso en el que la mujer alcanzaría su "lugar legítimo" en la ley como la portadora de la idea de belleza y como la guardiana de la casa.
MFMR sirvió como una sección autónoma del Partido Fascista Ruso (PFR), siendo su política propuesta por la dirección del MFMR y aprobado por el líder del PFR. La dirección general del movimiento pertenecían al líder del PFR, quien la ejercía a través del Centro de Gestión del MFMR.  Los reglamentos que regulaban el movimiento solo entraban en vigor tras la aprobación del líder del PFR. 
El centro directivo del MFMR consistió en una presidenta, quien era considerada la presidenta del movimiento en su conjunto, una diputada, una secretaria, que era considerada como la secretaria general del MFMR, y una tesorera, además de las jefas de los dos departamentos: el departamento de propaganda y el departamento de formación.
Las organizaciones locales del MFMR consistían en varios grupos de simpatizantes fascistas, tanto las candidatas y como miembros activos. Se las conoció como caldos de cultivo del Partido Fascista Ruso y se componían de dos a cinco personas que cubrían un área determinada.
Cada centro estaba encabezado por un área principal conocida como el "barrio de la directora", donde se encontraba la vivienda de la misma, que era nombrada por el Supervisor de los Padres y aprobada por el Centro Directivo del MFMR. Cada jefa de departamento informaba al jefe del mismo departamento en el PFR.
El uniforme del MFMR era una blusa blanca, falda negra, y una esvástica en la manga izquierda.